# Eva Pawlik
Eva Pawlik (Wenen, 4 oktober 1927 – aldaar, 31 juli 1983) was een Oostenrijks kunstschaatsster. Ze won in 1948 de zilveren medaille bij de Olympische Winterspelen in Sankt Moritz. Na haar sportieve carrière ging ze professioneel schaatsen: ze nam deel aan ijsshows en schaatste in films. Vanaf het seizoen 1962/63 was Pawlik 's werelds eerste vrouwelijke sportcommentator op televisie.

## Biografie
Pawlik was vier jaar toen haar grootouders haar voor het eerst meenamen naar de ijsbaan. Ze had talent, want binnen een paar maanden sprong ze al moeiteloos een Axel en draaide ze snelle pirouettes. In 1936 maakte ze met de vier jaar oudere Rudi Seeliger haar debuut bij het paarrijden. Samen wonnen ze diverse kampioenschappen bij de junioren en in 1942 tevens de Oostenrijkse ('Ostmark') kampioenschappen. Door het uitbreken van de Tweede Wereldoorlog konden ze niet aan internationale wedstrijden deelnemen. Seeliger moest in 1943 verplicht in Duitse militaire dienst. Hij werd gevangengenomen door de Sovjets en keerde pas in 1949 in Oostenrijk terug. Pawlik kon daardoor enkel als soloschaatsster trainen, maar won wel vier nationale titels op rij (1946-49).
Oostenrijkse sporters werden tot 1948 uitgesloten van deelname aan internationale wedstrijden. In 1948 mocht Pawlik dan eindelijk meestrijden om het eremetaal op de EK, de WK en de Olympische Winterspelen. Ze won bij alle drie de wedstrijden de zilveren medaille. Hoewel ze de best geklasseerde Europese schaatsster was bij de EK, ging de titel naar de Canadese Barbara Ann Scott, aangezien niet-Europeanen destijds ook mee mochten doen. Het jaar erop won Pawlik wel, ondanks een blindedarmontsteking, de Europese titel. Bij de WK 1949 was ze favoriete voor de eindzege, maar moest ze zich terugtrekken vanwege een kapotte schaats.
In 1948 had ze een aanbod om mee te spelen in een Hollywoodfilm nog afgewezen, maar het jaar erna besloot ze wel professioneel te gaan schaatsen en ze nam deel aan de ijsrevue in Wenen. Van deze beslissing kreeg ze echter, naar verluidt, achteraf spijt. Ze kon namelijk de WK 1950 niet meer winnen en ze mocht ook niet meer met de net teruggekeerde Seeliger aan internationale wedstrijden bij de paren meedoen. Maar Seeliger ging ook schaatsen bij de ijsrevue en een half jaar nadat hij er bij kwam, werden ze aan elkaar gekoppeld. Het stel werd verliefd en huwde in 1957. Kort voor de geboorte van hun enige zoon in 1962 stopte Pawlik met schaatsen. Vanaf het seizoen 1962/63 was Pawlik 's werelds eerste vrouwelijke sportcommentator op televisie (vervolgens tot 1972). In 1979 werd Pawlik ernstig ziek. Ze overleed vier jaar later, vier maanden na het overlijden van haar echtgenoot, aan een zeldzame auto-immuunziekte.

## Belangrijke resultaten
1942 met Rudi Seeliger, 1946-1949 solo
| Kampioenschap           | 1942 |      | 1946 | 1947   | 1948   | 1949 |
| ----------------------- | ---- | ---- | ---- | ------ | ------ | ---- |
| Olympische Spelen       |      |      |      | Zilver |        |      |
| Wereldkampioenschap     |      |      |      | Zilver | t.z.t. |      |
| Europees kampioenschap  |      |      |      | Zilver | Goud   |      |
| Nationaal kampioenschap | (*)  | Goud | Goud | Goud   | Goud   |      |

(*) ze werden Ostmark-kampioenen genoemd
- Gemeinsame Normdatei: 1062287509
- Virtual International Authority File: 311705361
- WorldCat: E39PBJhMq469fCqq6dvC9tcgKd